# Третья авеню — 138-я улица (линия Пелем, Ай-ар-ти)
|     |   |   |     |   |   |     |
| · л | · | · | · э | · | · | · л |

|     |   |   |     |   |   |     |
| · л | · | · | · э | · | · | · л |

«Третья авеню — 138-я улица» (англ. Third Avenue–138th Street) — станция Нью-Йоркского метрополитена, расположенная на линии Пелем, Ай-ар-ти.  На станции останавливаются маршруты 6 (круглосуточно) и <6> (в будни днём в пиковом направлении). Экспресс-путь используется маршрутом <6> (в будни днём в пиковом направлении). Локальные пути используются маршрутом 6 (круглосуточно). Станция была открыта 17 января 1919 года, и представлена двумя островными платформами, обслуживающими три пути.